# Chloé Bousfiha
Chloé Bousfiha (née le 19 février 2002) est une escrimeuse marocaine, avec pour arme de prédilection l'épée.

## Biographie
Chloé Bousfiha est médaillée d'argent en épée par équipe aux Championnats d'Afrique d'escrime 2022 à Casablanca. 
La pensionnaire de l'Escrime Rodez Aveyron remporte la médaille de bronze à l'épée individuelle aux Championnats d'Afrique d'escrime 2023 au Caire, s'inclinant en demi-finale contre l'Algérienne Inès El Batoul Taleb ; lors de ces Championnats, elle est aussi médaillée d'argent en épée par équipes.